# 艾姆拉普拉涅
艾姆拉普拉涅（法語：Aime-la-Plagne，法語發音：[ɛm la plaɲ]）是法国萨瓦省的一个市镇，属于阿尔贝维尔区。该市镇于2016年由原市镇艾姆、格拉尼耶和蒙日罗合并而成，行政中心位于艾姆。

## 地名
该地名“艾姆拉普拉涅”（Aime-la-Plagne）由两部分组成：“艾姆”（Aime），该市镇的前身及主体；“拉普拉涅”（La Plagne），该地的著名滑雪场。

## 地理
艾姆拉普拉涅（45°33'35.06"N, 6°39'5.82"E）面积94.67 平方千米，位于法国奥弗涅-罗讷-阿尔卑斯大区萨瓦省，该省份为法国东部省份，历史上为薩伏依的一部分，北起上萨瓦省，西接伊泽尔省和安省，南部和东部与上阿尔卑斯省和意大利接壤。
与艾姆拉普拉涅接壤的市镇（或旧市镇、城区）包括：博福尔、拉普拉涅-塔朗泰斯、博泽勒、普雷圣母村、圣马塞尔、欧特库尔、大艾格布朗什、拉莱谢尔。
艾姆拉普拉涅的时区为UTC+01:00、UTC+02:00（夏令时）。

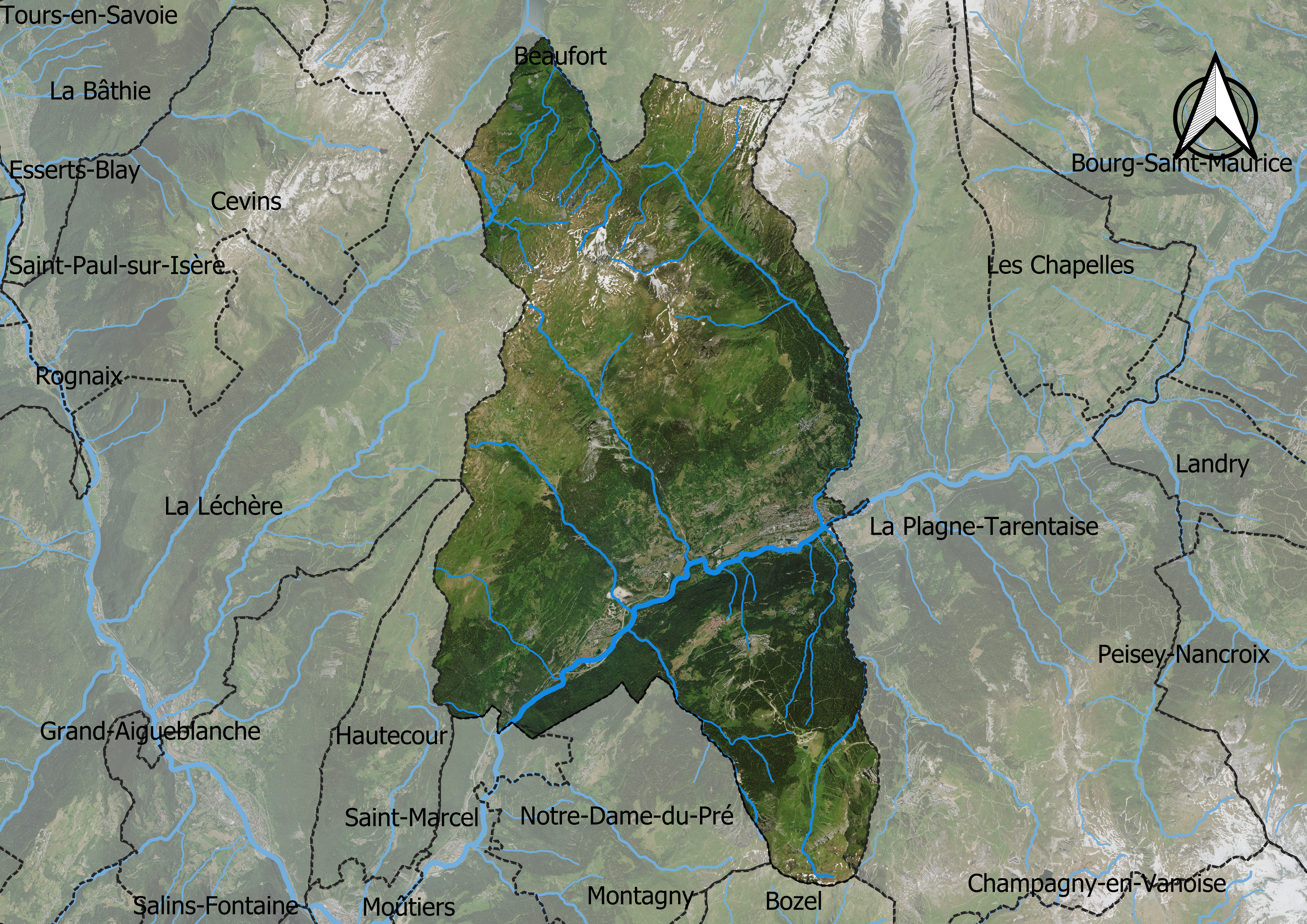
艾姆拉普拉涅的卫星地图

## 行政
艾姆拉普拉涅的邮政编码为73210，INSEE市镇编码为73006。

## 政治
艾姆拉普拉涅所属的省级选区为圣莫里斯堡县。

## 人口
艾姆拉普拉涅于2022年1月1日时的人口数量为4409人。